# استفان کاکو
استفان کاکو (انگلیسی: Stéphane Kakou؛ زادهٔ ۵ فوریهٔ ۱۹۸۸) بازیکن فوتبال اهل فرانسه است.